# 四［二(三甲基硅基)甲基］二镓
四[二(三甲基硅基)甲基]二镓是一种有机镓化合物，化学式为C28H76Ga2Si8。它可由二(三甲基硅基)甲基锂和Ga2Br4·2C4H8O2反应制得。它和乙酸反应，可以得到二乙酸二[二(三甲基硅基)甲基]二镓。